# Lagardelle
Lagardelle ist eine französische Gemeinde mit 124 Einwohnern (Stand 1. Januar 2022) im Département Lot in der Region Okzitanien. Sie gehört zum Kanton Puy-l’Évêque und zum Arrondissement Cahors.
Nachbargemeinden sind Pescadoires im Nordwesten, Prayssac im Osten, Bélaye im Süden und Grézels im Südwesten.

## Bevölkerungsentwicklung
| Jahr      | 1962 | 1968 | 1975 | 1982 | 1990 | 1999 | 2008 | 2018 |
| --------- | ---- | ---- | ---- | ---- | ---- | ---- | ---- | ---- |
| Einwohner | 140  | 108  | 96   | 104  | 107  | 102  | 130  | 126  |